# Tropidoprion costulatus
Tropidoprion costulatus là một loài bọ cánh cứng trong họ Cerambycidae.